# .ai
‎.ai‏ دامنه اینترنتی جزایر آنگویلا در دریای کارائیب است.